# Euproctis gracilior
Euproctis gracilior är en fjärilsart som beskrevs av Arnold Pagenstecher 1886. Euproctis gracilior ingår i släktet Euproctis och familjen tofsspinnare. Inga underarter finns listade i Catalogue of Life.